# トリクリニウム
トリクリニウム（triclinium）は、古代ローマの邸宅の食事用の部屋。ギリシア語の τρικλίνιον (triklinion) に由来し、τρι-（tri-、3つ）、κλίνη（klinē、長いす）を組み合わせた語。
低いテーブルの三方を3つの長いすで囲んでいることを特徴とし、長いすの上面からテーブルまでは約10度の傾斜である。長いすに半ば横たわって食事した。テーブルの4つ目の面には長いすは置かれず、おそらく給仕用に空けていたものと思われる。トリクリニウムは特に古代ローマの裕福な家で一般的だった。正確に再現されたトリクリニウムは、アレッツォの考古学博物館やポンペイの House of Caro にある。

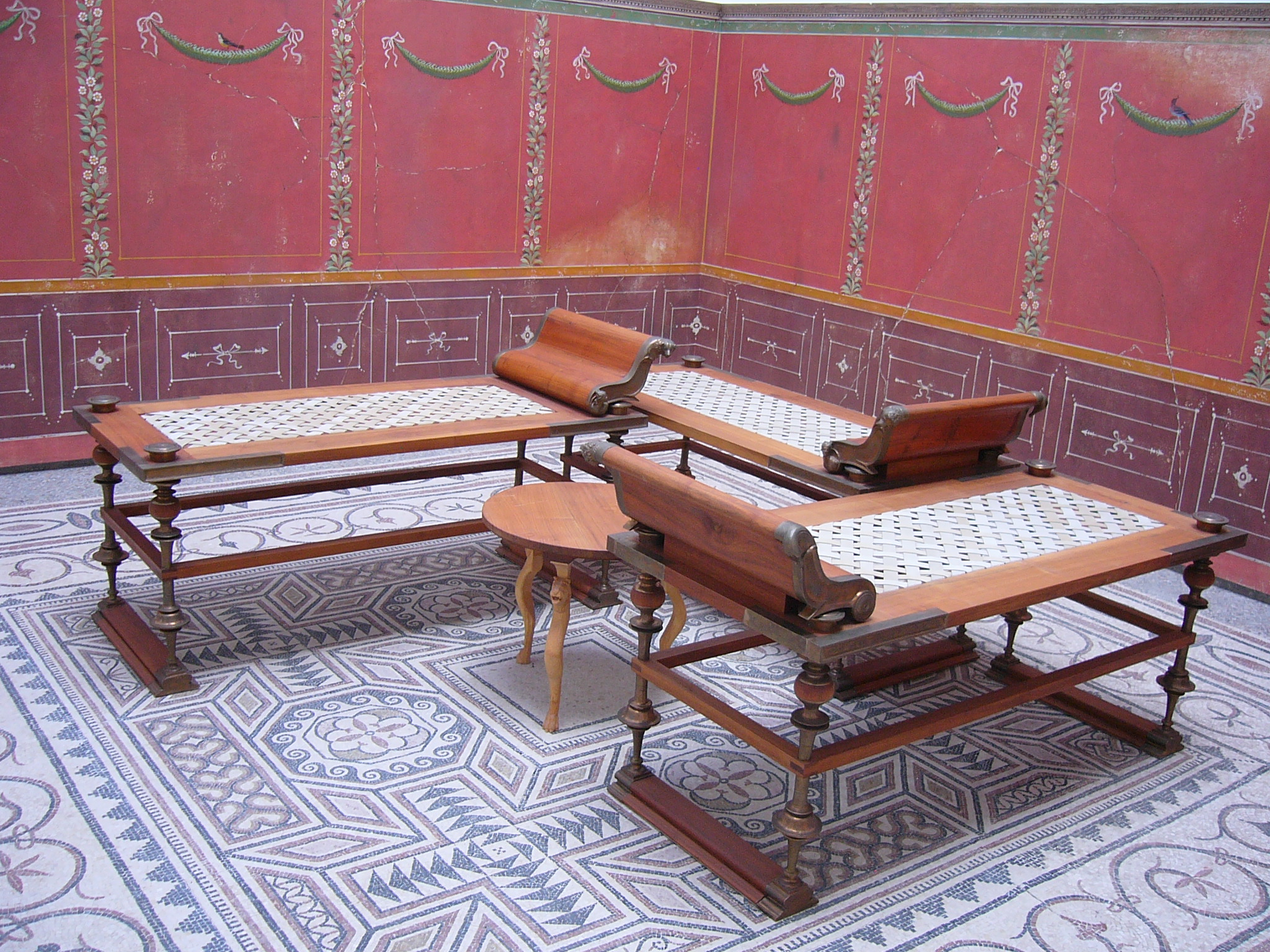
トリクリニウムを再現した展示

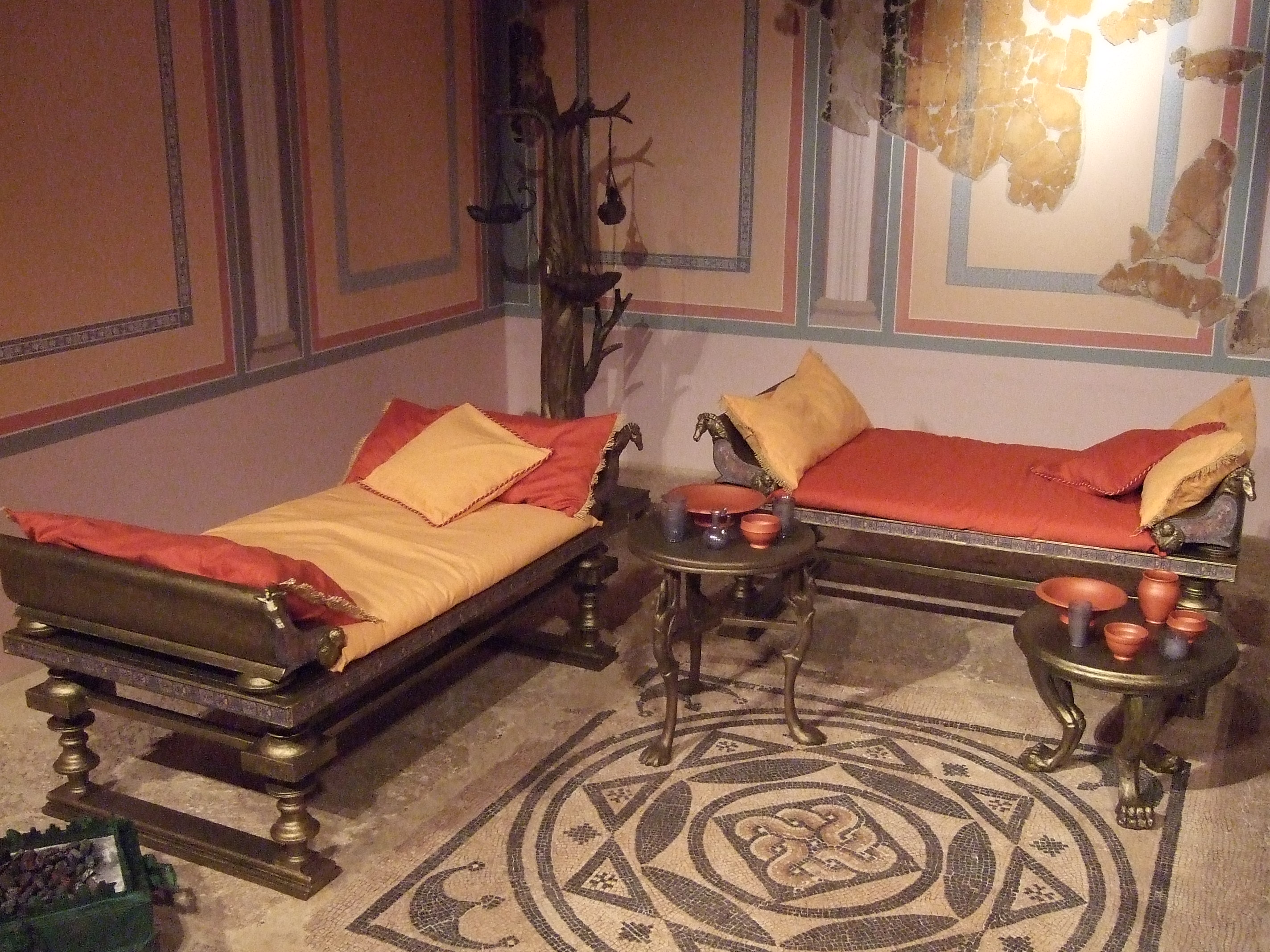
別の展示

古代ローマ人の生活において食事は儀式であり、午後遅くから深夜まで続けられた。9名から20名の客が招かれ、主人との相対的な親しさやその客の地位を考慮して座席の順序を決定する。トリクリニウムは静かで特別な部屋であり、極めて精巧な装飾を施され、中央に絵（またはモザイク）がある。ディオニューソス、ウェヌス、食物の静物画などが題材として人気があった。中流および上流階級のローマ人の住居には少なくとも2つのトリクリニウムがあり、4つ以上あることは滅多にない。大きい方のトリクリニウム (triclinium maius) は大人数のパーティで使われた。
小さい方のトリクリニウムは、少数の特別な客をもてなす場合に使われた。そのため、室内の装飾は小さい方であっても大きい方のトリクリニウムと同じ程度に精巧だった。大きなトリクリニウムと同様、ワインと食物と愛がテーマとして人気があった。ただし、後援者と親交を深め、食事中の娯楽として叙事詩のような格調高い文学の朗読（暗唱）を行うため、トリクリニウムの内装をより真面目なテーマにすることもあり、例えば『アエネーイス』から題材をとることもあった。ポンペイの多くの住居では、小さいトリクリニウム (triclinium minus) は隣接する寝室 (cubiculum) および浴室とスイートを構成していた。